# 南斯拉夫共产主义者联盟主席
南斯拉夫共产主义者联盟中央委员会主席团主席，1980年5月4日前称南斯拉夫共产主义者联盟中央委员会主席，是南斯拉夫共产主义者联盟（1952年11月7日前称南斯拉夫共产党）的最高领导人。在1945年后，也是南斯拉夫联邦人民共和国和南斯拉夫社会主义联邦共和国的实际最高领导人。

## 列表
| 姓名                                                                   | 任期                           | 职务 |
| ---------------------------------------------------------------------- | ------------------------------ | --- |
| 菲利普·菲利波维奇 日夫科·托帕洛维奇                                    | 1919年4月－1920年6月           | 政治书记 |
| 弗拉基米尔·乔皮奇                                                      | 1919年4月－1920年6月           | 组织书记 |
| 帕夫列·帕夫洛维奇 雅科夫·拉斯特里奇                                    | 1920年6月－1921年8月           | 中央委员会主席 |
| 菲利普·菲利波维奇 塞姆·马尔科维奇                                      | 1920年6月－1921年8月           | 政治书记 |
| 弗拉基米尔·乔皮奇                                                      | 1920年6月－1921年8月           | 组织书记 |
| 在1921年被禁止活动后，临时党中央领导层于1921年6月形成。                |                                | |
| 科斯塔·诺瓦科维奇 特里沙·卡克莱罗维奇 莫萨·皮雅杰                      | 1921年8月－1922年7月           | 临时党中央领导层                                                                                                   |
| 领导层发生分裂，党内右翼成立对立领导层“国外共产党执行委员会”。         |                                | |
| 塞姆·马尔科维奇                                                        | 1921年9月－1922年7月           | 国外共产党执行委员会                                                                                               |
| 1922年7月，在奥地利維也納举行第一次国务会议，各派别重新联合。          |                                | |
| 塞姆·马尔科维奇                                                        | 1922年7月－1923年5月           | 书记 |
| 特里沙·卡克莱罗维奇                                                    | 1923年5月－1926年5月           | 书记 |
| 塞姆·马尔科维奇                                                        | 1926年5月－1928年4月           | 政治书记 |
| 拉多米尔·武约维奇                                                      | 1926年5月－1928年4月           | 组织书记 |
| 中央委員會在1928年4月被共產國際解散，由临时领导层取代。                |                                | |
| 久罗·贾科维奇为首的临时领导层                                          | 1928年4月－11月                | |
| 约万·马里西奇                                                          | 1928年11月－1934年以前         | 政治书记 |
| 久罗·贾科维奇                                                          | 1928年11月－1929年             | 组织书记 |
| 1930年－1934年，南共主要领导人流亡奥地利維也納，与本國党组织失去聯繫。 |                                | |
| 米兰·高基奇                                                            | 1934年12月－1936年11月         | 政治书记 |
| 米兰·高基奇                                                            | 1936年11月－1937年10月23日     | 中央委员会总书记                                                                                                   |
| 约瑟普·布罗兹·铁托                                                     | 1936年11月－1938年5月          | 組織書記 |
| 铁托为首的臨時領導层                                                   | 1938年5月－1939年3月           | |
| 约瑟普·布罗兹·铁托                                                     | 1939年1月5日－1980年5月4日     | 中央委員會總書記（至1964年8月13日），中央委員會主席（1964年8月13日起）                                             |
| 姓名                                                                   | 任期                           | 职务、代表地区 |
| 布兰科·米库利奇                                                        | 1978年10月19日－1979年10月23日 | 中央委员会主席团执行主席、代理中央委员会主席，克罗地亚                                                             |
| 斯特万·多罗尼斯基                                                      | 1979年10月23日－1980年10月20日 | 中央委员会主席团执行主席、代理中央委员会主席（至1980年5月4日），中央委员会主席团主席（1980年5月4日起），伏伊伏丁那 |
| 拉扎尔·莫伊索夫                                                        | 1980年10月20日－1981年10月20日 | 中央委员会主席团主席，马其顿                                                                                       |
| 杜尚·德拉戈萨瓦茨                                                      | 1981年10月20日－1982年6月29日  | 中央委员会主席团主席，克罗地亚                                                                                     |
| 米特亚·里比契奇                                                        | 1982年6月29日－1983年6月30日   | 中央委员会主席团主席，斯洛文尼亚                                                                                   |
| 德拉戈斯拉夫·马尔科维奇                                                | 1983年6月30日－1984年6月26日   | 中央委员会主席团主席，塞尔维亚                                                                                     |
| 阿利·舒克里亚                                                          | 1984年6月26日－1985年6月25日   | 中央委员会主席团主席，科索沃                                                                                       |
| 维多耶·扎尔科维奇                                                      | 1985年6月25日－1986年6月26日   | 中央委员会主席团主席，黑山                                                                                         |
| 米兰科·雷诺维察                                                        | 1986年6月28日－1987年6月30日   | 中央委员会主席团主席，波斯尼亚和黑塞哥维那                                                                         |
| 博什科·克鲁尼奇                                                        | 1987年6月30日－1988年6月30日   | 中央委员会主席团主席，伏伊伏丁那                                                                                   |
| 斯蒂佩·舒瓦尔                                                          | 1988年6月30日－1989年5月17日   | 中央委员会主席团主席，克罗地亚                                                                                     |
| 米兰·潘切夫斯基                                                        | 1989年5月17日－1990年5月17日   | 中央委员会主席团主席，马其顿                                                                                       |